# 突尼西亞奧林匹克委員會
突尼西亞奧林匹克委員會（Tunisian Olympic Committee）是突尼西亞的國家奧林匹克委員會。該組織成立於1957年，是國際奧林匹克委員會和非洲國家奧林匹克委員會聯合會的成員。1960年，首次派員參加在意大利羅馬舉行的夏季奧運會。
現時，突尼西亞奧林匹克委員會的總部設在首都突尼斯市，主席是Mehrez Boussayene。

## 資料來源
1. ↑  .   [2014-05-10]. （原始内容存档于2017-07-01）.